# Уиппендел
Уиппендел (англ. Whippendell Wood, Whippendell Woods) ― древний лесной массив на окраине города Уотфорд, графство Хартфордшир, Великобритания. Занимает территорию площадью 66,9 га, которая управляется Городским советом Уотфорда. Имеет статус участка особого научного значения с 1954 года. Нынешнее название леса происходит от англосаксонского «Wippa denu» ― «долина Уиппа».
Лес открыт для посетителей. Через него проходят несколько пешеходных дорожек и маршрутов для спортивного ориентирования. Лес пользуется популярностью у собачников, здесь также пролегает тропа в парк Кассиобери. Лошади в лес не допускаются, хотя по периметру проходит дорога для всадников.
Лесом управляет городской совет Уотфорда, его содержание финансируется за счёт доходов от съёмок фильмов и за счёт бюджета Комиссии по лесному хозяйству Великобритании.

## История
Уиппендел считается древним лесом — деревья растут в нём, по крайней мере, с 1600 года. Лес раньше был частью имения Кассиобери. Здесь находится аллея лип, посаженных в 1672 году, которая проходит по диагонали через весь лес. Северная часть лесного массива была пересажена в какой-то момент в XVIII или XIX веке. Очистка леса и пересадка деревьев также проводились в 1940-х и 1960-х годах. В 1987 году многие деревья в лесу были повреждены из-за сильного ветра.
Уиппендел использовался в качестве места съёмок одного из эпизодов «Звёздных войн»: кадры для сцен на планете Набу были сняты здесь для приквела 1999 года «Скрытая угроза». Уиппенделл также фигурирует в таких сериалах, как «Холби Сити» и «Безмолвный свидетель».

## Природа
Уиппендел имеет статус участка особого научного значения благодаря своему разнообразию видов грибов и беспозвоночных.

### Флора
В лесу растут многие виды деревьев: дуб, бук, ясень, берёза повислая. Есть также значительное количество вишни, боярышника, орешника, падуба и граба. Деревья платана также встречаются в лесу, но они планомерно вырубаются, поскольку не являются родными для этого района.
Лес также известен своими колокольчиками, которые особенно заметны в апреле и мае. Есть также несколько особо редких видов грибов, в том числе Crepidotus cinnabarinus, которые были зарегистрированы только три раза во всей Европе. Впервые отмеченные в лесу в 1995 году, их образцы хранятся в Садах Кью.

### Фауна
В лесу обитает множество видов птиц, в том числе большие пёстрые, малые пёстрые и зелёные дятлы,неясыти и воробьиные ястребы. Среди млекопитающих ― летучие мыши, барсуки и олени.